# Promozione Basilicata 1986-1987
Nella stagione 1986-1987 la Promozione era sesto livello del calcio italiano (il massimo livello regionale). Qui vi sono le statistiche relative al campionato in Basilicata.
Il campionato è strutturato in vari gironi all'italiana su base regionale, gestiti dai Comitati Regionali di competenza. Promozioni alla categoria superiore e retrocessioni in quella inferiore non erano sempre omogenee; erano quantificate all'inizio del campionato dal Comitato Regionale secondo le direttive stabilite dalla Lega Nazionale Dilettanti, ma flessibili, in relazione al numero delle società retrocesse dal Campionato Interregionale e perciò, a seconda delle varie situazioni regionali, la fine del campionato poteva avere degli spareggi sia di promozione che di retrocessione.

## Squadre partecipanti
| Club              | Città (provincia)       | Stadio | Stagione precedente                |
| ----------------- | ----------------------- | ------ | ---------------------------------- |
| A.S. Astra        | Tramutola (PZ)          |        |                                    |
| S.S. Avigliano    | Avigliano (PZ)          |        |                                    |
| Pol. Picerno      | Picerno (PZ)            |        | 13º posto in Promozione Basilicata |
| Pol. Edilpotenza  | Potenza                 |        |                                    |
| Pol. Ferrandina   | Ferrandina (MT)         |        |                                    |
| A.S. Genzano      | Genzano di Lucania (PZ) |        |                                    |
| A.C. Lauria       | Lauria (PZ)             |        |                                    |
| U.S. Lavello      | Lavello (PZ)            |        |                                    |
| F.C. Maratea      | Maratea (PZ)            |        |                                    |
| A.S. Melfi        | Melfi (PZ)              |        |                                    |
| Pol. Moliterno    | Moliterno (PZ)          |        |                                    |
| A.S. Murese       | Muro Lucano (PZ)        |        |                                    |
| Pol. Pisticci     | Pisticci (MT)           |        |                                    |
| Calcio Pro Matera | Matera                  |        |                                    |
| Pol. Real Genzano | Genzano di Lucania (PZ) |        |                                    |
| U.S. Scanzano     | Scanzano Jonico (MT)    |        |                                    |

## Classifica finale
|  | Pos. | Squadra      | Pt | G  | V  | N  | P  | GF | GS | DR  |
|  | ---- | ------------ | -- | -- | -- | -- | -- | -- | -- | --- |
|  | 1.   | Edilpotenza  | 49 | 30 | 21 | 7  | 2  | 57 | 12 | +45 |
|  | 2.   | Pro Matera   | 49 | 30 | 22 | 5  | 3  | 50 | 8  | +42 |
|  | 3.   | Scanzano     | 37 | 30 | 14 | 9  | 7  | 48 | 24 | +24 |
|  | 4.   | Real Genzano | 34 | 30 | 12 | 10 | 8  | 39 | 31 | +8  |
|  | 5.   | Moliterno    | 32 | 30 | 10 | 12 | 8  | 38 | 30 | +8  |
|  | 6.   | Avigliano    | 31 | 30 | 10 | 11 | 9  | 29 | 21 | +8  |
|  | 7.   | Maratea      | 28 | 30 | 9  | 10 | 11 | 40 | 37 | +3  |
|  | 8.   | Melfi        | 26 | 30 | 9  | 8  | 13 | 32 | 39 | -7  |
|  | 9.   | Murese       | 26 | 30 | 8  | 10 | 12 | 29 | 40 | -11 |
|  | 10.  | Genzano      | 25 | 30 | 7  | 11 | 12 | 28 | 37 | -9  |
|  | 11.  | Astra        | 25 | 30 | 7  | 11 | 12 | 21 | 31 | -10 |
|  | 12.  | Pisticci     | 25 | 30 | 7  | 11 | 12 | 19 | 30 | -11 |
|  | 13.  | Picerno      | 25 | 30 | 8  | 9  | 13 | 27 | 39 | -12 |
|  | 14.  | Lauria       | 25 | 30 | 9  | 7  | 14 | 21 | 45 | -24 |
|  | 15.  | Ferrandina   | 23 | 30 | 7  | 9  | 14 | 24 | 31 | -7  |
|  | 16.  | Lavello (-1) | 19 | 30 | 4  | 12 | 14 | 19 | 66 | -47 |

Verdetti
- Spareggio per il 1º posto:
  - Trani, 24 maggio 1987: Edil Potenza-Pro Matera 1-0.
- Edil Potenza promosso nel Campionato Interregionale.